# پیل ولتایی

شمایی از ساختار یک پیل ولتایی روی-مس

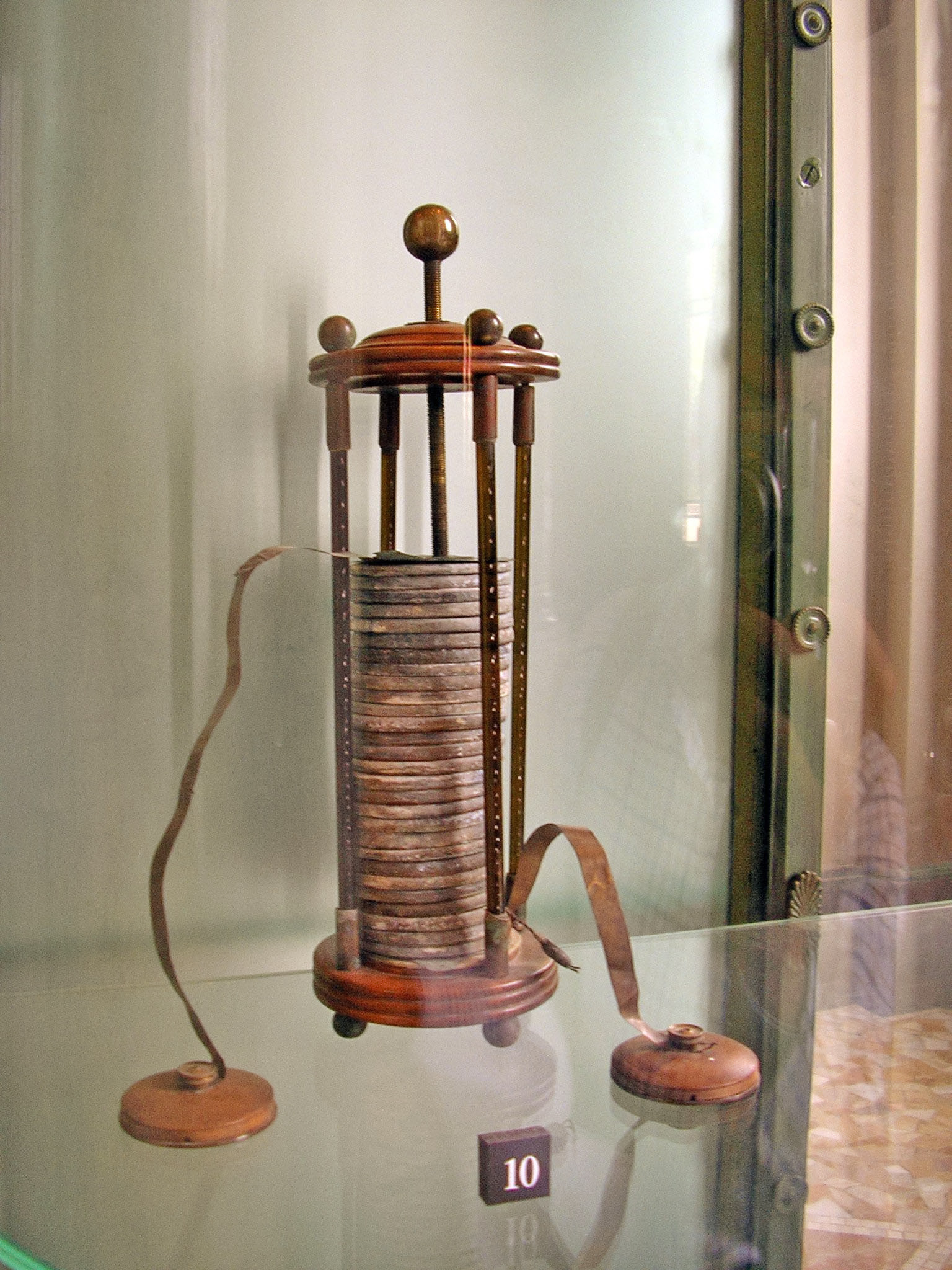
نمونه‌ای قدیمی از یک پیل ولتایی

پیل ولتایی (voltaic pile) مجموعه‌ای از باتری‌های سلول گالوانی که به صورت سری به هم متصل می‌شدند و از مواد مختلفی مثل روی و مس تشکیل می‌شدند که به وسیله کاغذ مرطوب یا پارچه خیس خورده از هم جدا می‌شدند. مبتکر این نوع باتری‌ها آلساندرو ولتا بود.

## پیشینه
در تاریخ ۲۰ مارس ۱۸۰۰، ولتا به انجمن سلطنتی لندن روشی را برای تولید برق با استفاده از پیل ارائه نمود. در تشریح پیل ولتیک، ویلیام نیکلسون و آنتونی کارلایسل کشف کردند که می‌توان از آن جهت الکترولیز آب استفاده نمود. همفری دیوی نشان داد که نیروی محرکه‌ای که باعث حرکت جریان الکتریکی در یک سلول ولتیک می‌شود، از طریق یک واکنش شیمیایی پدیدار می‌شود و نه بعلت اختلاف ولتاژ بین دو فلز. او همچنین از پیل ولتیک برای تجزیه مواد شیمیایی و تولید مواد شیمیایی جدید استفاده نمود.